# Черути, Джакомо
Джакомо Черути (итал. Giacomo Ceruti, 1698—1767) — итальянский художник. Известен также как Якобус Черути Брешский (Jacobus Ceruti Brixsebsis) — этим именем он подписывал некоторые свои работы. Он был прозван Питоккетто (итал. Il Pitocchetto), то есть «маленький нищий», потому что в своем творчестве часто обращался к реальным сюжетам, писал людей из народа.

## Биография
Долгое время у исследователей было крайне мало информации о жизни художника. Лишь в XX веке благодаря открытиям итальянских исследователей Р. Лонги и Дж. Де Логу были получены данные о биографии Черути. Обнаруженные Де Логу и опубликованные им в 1931 году 46 картин художника из замка графов Сальвадего в Падернелло (сейчас большинство из этих работ находится в пинакотеке Брешии) позволили связать имя этого мастера с группой художников первой половины XVIII века, работавших в разных областях Италии и продолжавших традиции Караваджо. Лонги назвал их «живописцами реальности» (pittori della realtà).
Сегодня считается, что художник родился в 1698 году в Милане, а не в Брешии, как думали раньше на основании его подписи «Якобус Черути Брешский» (Jacobus Ceruti Brixsebsis). О его образовании нет надежных сведений, но исследователи полагают, что он был связан с Фра Галгарио и бергамским художником Антонио Чифронди.
Ранние годы жизни художник провел в Милане, затем работал в Брешии (1728 год), Венеции (1736 год), Падуе (1737—1741 годы), Пьяченце (1743 год).
Умер художник предположительно в 1767 году в Милане.

## Творчество

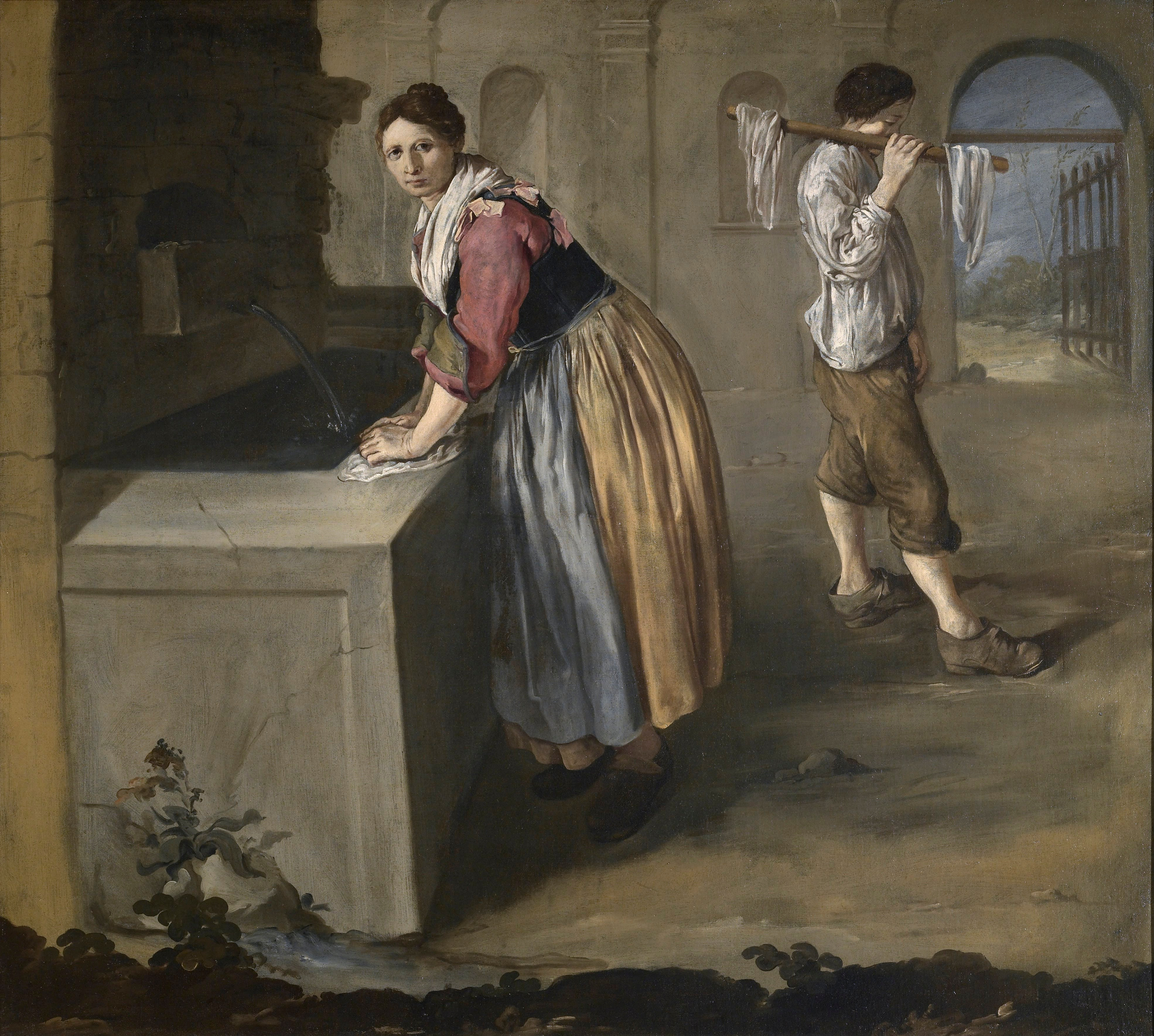
Прачка (ок. 1723).

Черути был приверженцем так называемой «низкой манеры» (maniera piccola) — антипода официальному искусству «большого стиля» (maniera grande). Многие его работы — это портреты простых людей (крестьян, ремесленников, даже нищих). Они написаны предельно реалистично, но вместе с тем без излишнего подчеркивания характера сюжета.
Художник писал и натюрморты, основная отличительная черта этих работ — естественная компоновка сюжета, удивительная реалистичность.
Существуют также свидетельства о работах Черути на религиозные сюжеты (церковь Св. Антония в Падуе). Кроме того, художник работал в области Венеция над росписями вилл (вилла Де Дзаццара в Стра).

### Известные произведения
- «Двое нищих» (Брешия, пинакотека Тозио-Мартиненго)
- «Путник» (частная коллекция)
- «Прачка» (Брешия, пинакотека Тозио-Мартиненго)
- «Женщина, плетущая корзину» (частная коллекция)
- «Пряха» (частная коллекция)
- «Карлик» (Брешия, пинакотека Тозио-Мартиненго)
- «Монахиня» (Милан, галерея ПольдиПеццоли)

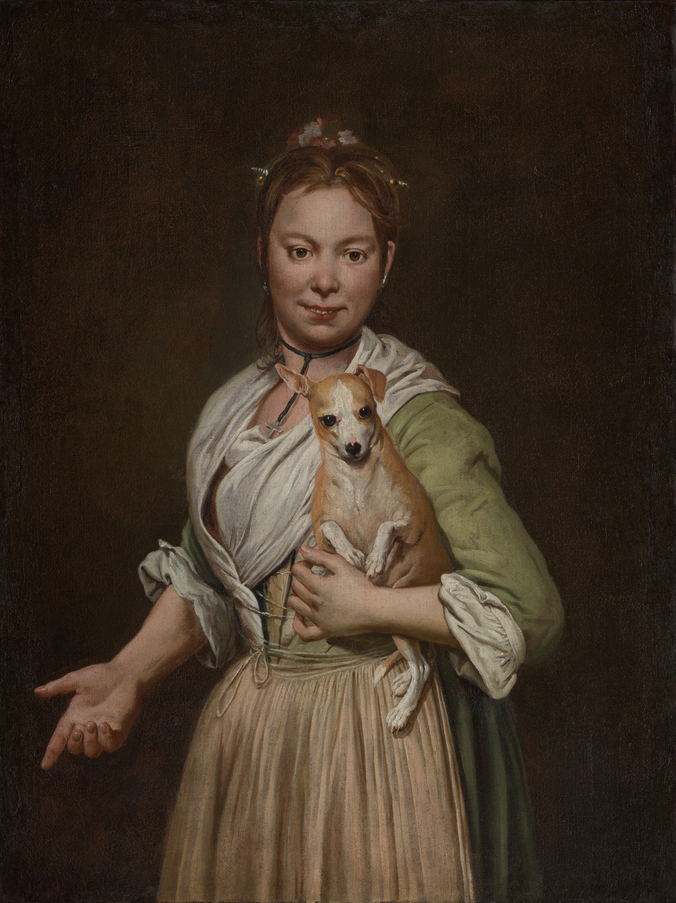
Женщина с собачкой (ок. 1740). Нью-Йорк, Музей Метрополитен

- «Молодой человек» (Рим, Национальная галерея современного искусства)
- «Девочка с веером» (Бергамо, галерея Академии Каррара)
- «Натюрморт с рыбами и луком» (Милан, галерея Брера)
- «Натюрморт с тыквой и грушами» (Милан, галерея Брера)
- «Женщина с собачкой» (Нью-Йорк, Музей Метрополитен)
- «Вечер на площади» (Турин, Городской музей старого искусства)
- «Мальчик с собакой» (Белфаст, Музей Ольстера)
- «Обед бедных» (частная коллекция)
- «Трое нищих» (коллекция барона Тиссен-Борнемиса)
- «Носильщик, сидящий с корзиной, птицей и яйцами» (около 1735, Пинакотека Брера)

### История некоторых работ
Несмотря на то, что главными героями работ Черути зачастую становились люди бедные, своих покупателей его картины находили и в высших слоях общества. Так, известно, что в 1736 году фельдмаршал Иоганн Матиас граф фон Шуленбург приобрел у художника два полотна — «Трое нищих» и «Обед бедных» (сохранились соответствующие записи в счетных книгах Шуленбурга).